# Сент-Фуа-де-Перольер
Сент-Фуа́-де-Перолье́р (фр. Sainte-Foy-de-Peyrolières, окс. Senta Fe de Peirolièras) — коммуна во Франции, находится в регионе Юг — Пиренеи. Департамент — Верхняя Гаронна. Входит в состав кантона Сен-Лис. Округ коммуны — Мюре.
Код INSEE коммуны — 31481.

## География

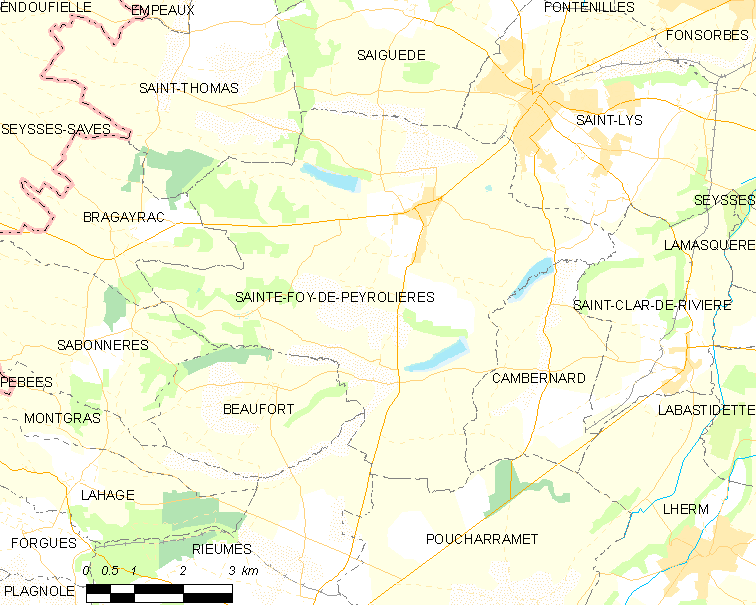
Карта коммуны

Коммуна расположена приблизительно в 610 км к югу от Парижа, в 27 км к юго-западу от Тулузы.

## Климат
Климат умеренно-океанический. Зима мягкая и снежная, весна характеризуется сильными дождями и грозами, лето сухое и жаркое, осень солнечная. Преобладают сильные юго-восточные и северо-западные ветры.

## Население
Население коммуны на 2010 год составляло 2001 человек.
| 1962 | 1968 | 1975 | 1982 | 1990 | 1999 | 2010 |
| ---- | ---- | ---- | ---- | ---- | ---- | ---- |
| 908  | 881  | 832  | 1074 | 1221 | 1436 | 2001 |

## Администрация
| Период | Период | Фамилия      | Партия | Примечания |
| ------ | ------ | ------------ | ------ | ---------- |
| ?      | 1989   | Арман Казежю |        |            |
| 1989   | 2008   | Роже Мартр   |        |            |
| 2008   | 2020   | Франсуа Вив  |        |            |

## Экономика
В 2010 году среди 1306 человек трудоспособного возраста (15—64 лет) 999 были активны, 307 — неактивными (показатель активности — 76,5 %, в 1999 году было 72,7 %). Из 999 активных жителей работали 937 человек (520 мужчин и 417 женщин), безработных было 62 (21 мужчина и 41 женщина). Среди 307 неактивных 109 человек были учениками или студентами, 90 — пенсионерами, 108 были неактивными по другим причинам.